# Cape2Rio
La Cape2Rio è una regata transoceanica organizzata dal Royal Cape Yacht Club, che parte da Città del Capo e ha come destinazione una città del Sudamerica. È dedicata ad imbarcazioni a vela ed è la competizione con il percorso maggiormente lungo tenuta nell'emisfero australe.

## Storia
Promossa per la prima volta nel 1971, con arrivo a Rio de Janeiro, successivamente ha visto come porti di arrivo Punta del Este e Salvador in Brasile.
Il percorso è stato tracciato utilizzando la rotta utilizzata, in passato, dai naviganti provenienti dal Portogallo per raggiungere il Sudamerica dall'Africa.